# Pałac Wielkiego Mistrza
Pałac Wielkiego Mistrza (malt. Palazz tal-Granmastru, ang. Grandmaster’s Palace) – zabytkowy pałac w Valletcie na Malcie. Mieści się tu urząd prezydenta. Do 4 maja 2015 miał tu również swoje posiedzenia Parlament Malty, przeniesiony teraz na nowe miejsce.

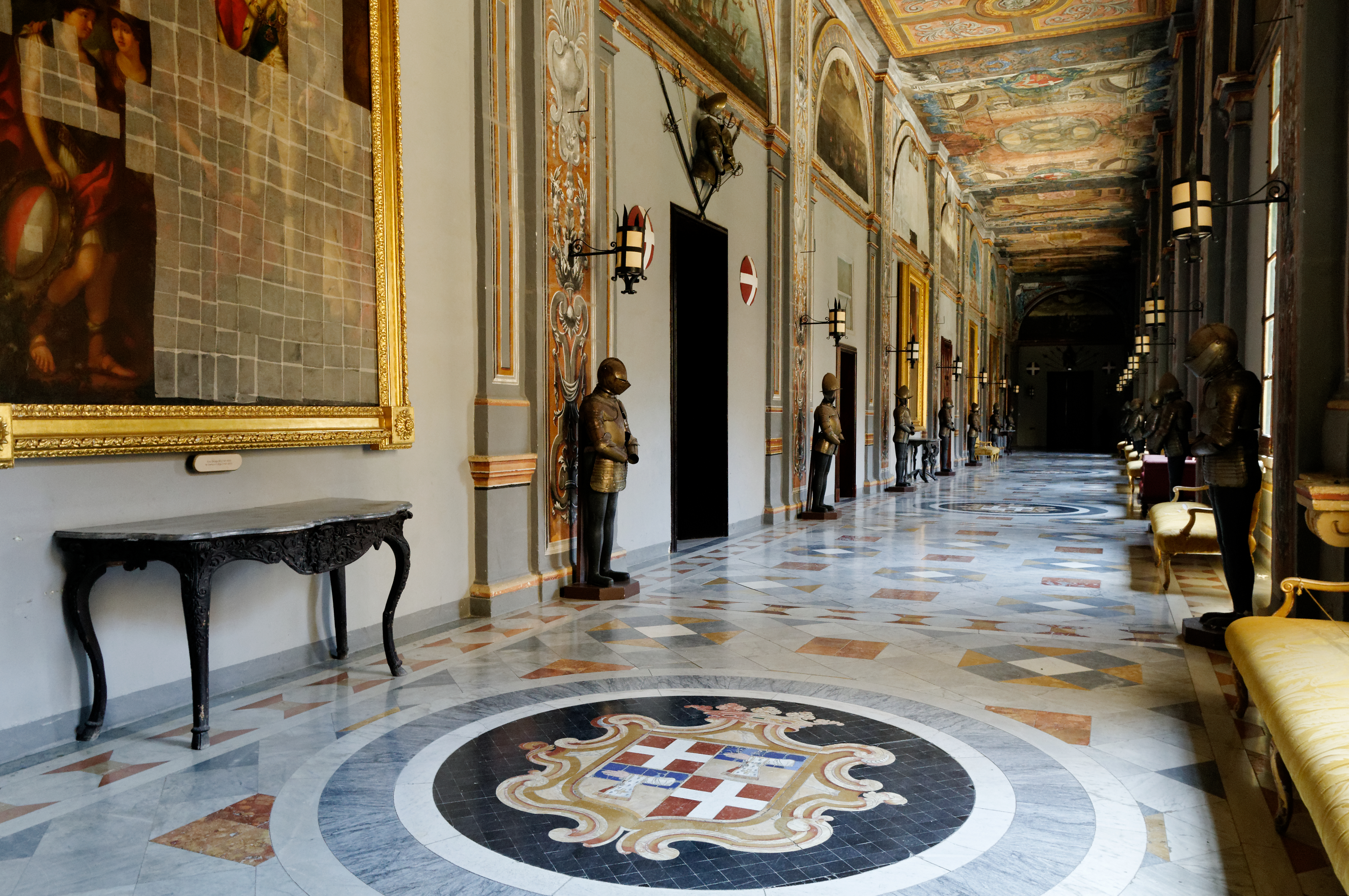
Jeden z korytarzy w pałacu

Pałac Wielkiego Mistrza był centrum administracyjnym Malty przez prawie trzy i pół wieku. Oryginalny pałac, zbudowany w 1571, był siedzibą Wielkiego Mistrza Zakonu Maltańskiego Św. Jana, a później, podczas brytyjskiego okresu kolonialnego, służył jako pałac gubernatora. Dziś jest miejscem pracy Prezydenta Republiki Malty. Pałac jest otwarty dla zwiedzających od poniedziałku do niedzieli, lecz gdy pełni ważne funkcje państwowe budynek jest zamknięty.
W zbrojowni pałacu znajduje się jedna z największych kolekcji broni okresu Kawalerów Maltańskich.
Obiekt jest wpisany na listę National Inventory of the Cultural Property of the Maltese Islands pod numerem 01134.